# 浙江大学附属中学
浙江大学附属中学（英語：The High School Attached to Zhejiang University）位于浙江省杭州市，现有玉泉、丁兰两个校区，是浙江省首批一级重点中学。其前身是于1947年由丰子恺、潘天寿等贤达创办的明远中学，后经历数次变迁，形成今日规模。

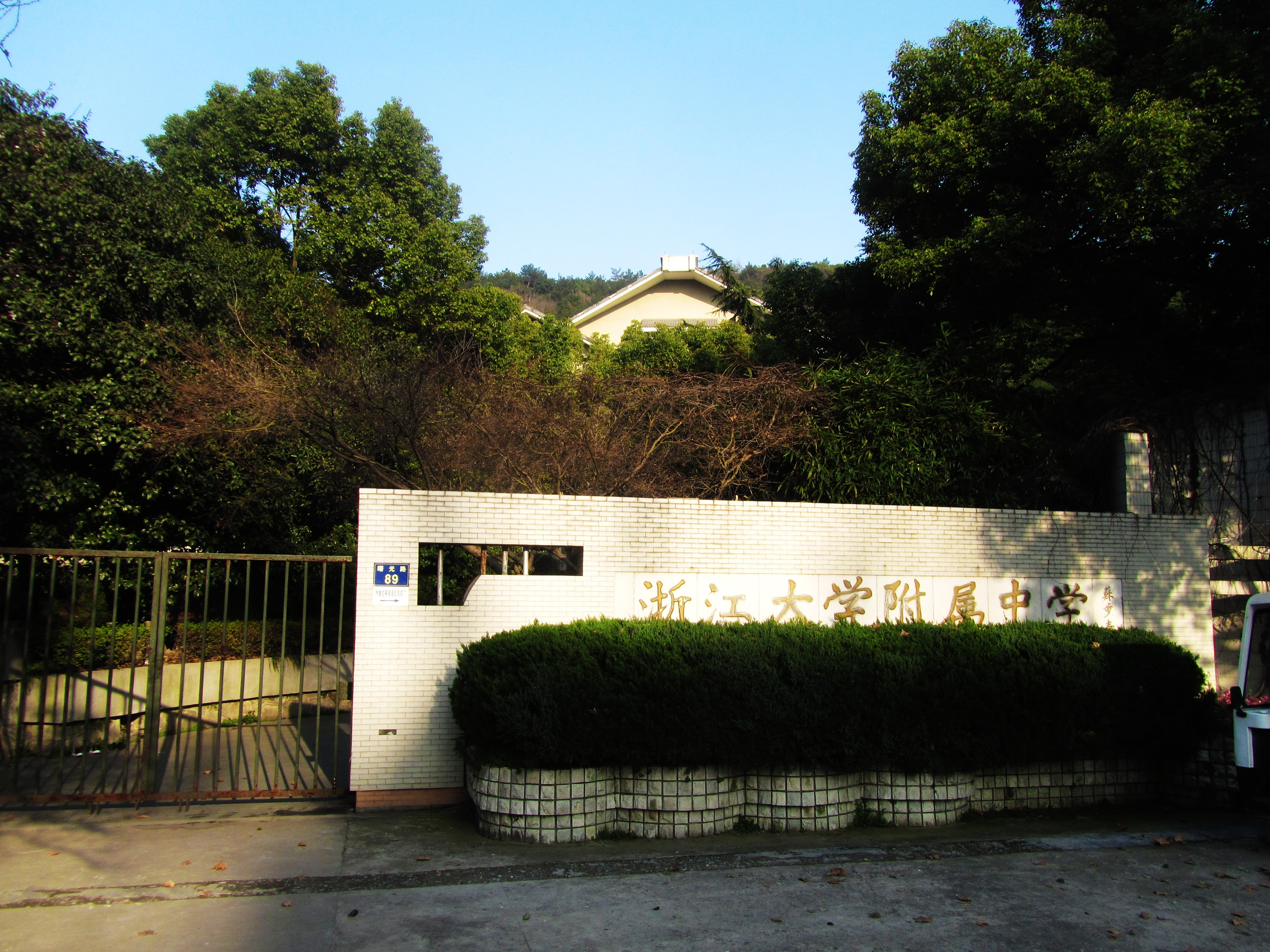
浙大附中玉泉校区

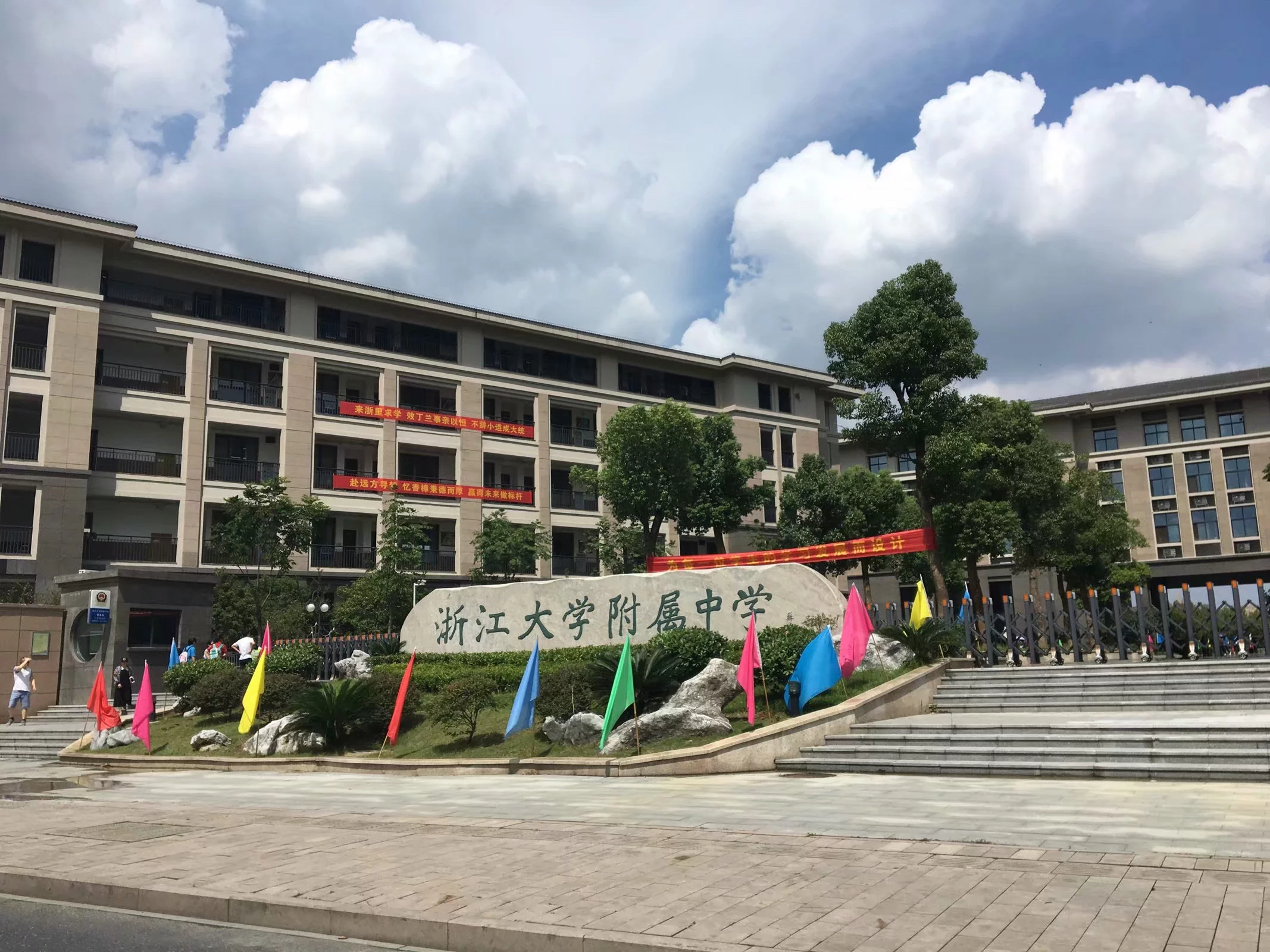
浙大附中丁兰校区

## 历史沿革
1947年，浙江大学附属中学成立，前身为丰子恺、潘天寿等贤达创办的明远中学，提出“以人格教育恢复革命之元气”的办学宗旨。
1959年，隶属浙江大学。
1972年，易名杭州第十五中学，隶属杭州市教育局。
1992年，恢复浙江大学附属中学校名，由著名数学家、教育家苏步青先生题写校名。
1996年，被评为浙江省一级重点中学。
2015年，被评为浙江省一级普通高中特色示范学校。

## 集团办学
2010年12月浙江大学附属中学丁兰校区立项，成为2013年杭州市重点建设实施项目，2013年11月18日正式开工。
2014年12月23日市教育局确定由浙江大学附属中学承办丁兰校区。
至此，浙江大学附属中学教育集团现有玉泉、丁兰两个校区。两校区实施统一管理，一套班子，一支队伍，两校区教师通用、资源共享。

## 相关学校
历史上还有其他几所和浙江大学相关的中学：
- 杭州第二中学：由成立于1940年的国立浙江大学附属中学和成立于1899年的私立蕙兰中学于1951年合并而成。[3][4]
- 杭州学军中学：原杭州大学（现浙江大学西溪校区）附中。[5]